# Moorhead (Iowa)
Moorhead is een plaats (city) in de Amerikaanse staat Iowa, en valt bestuurlijk gezien onder Monona County.

## Demografie
Bij de volkstelling in 2000 werd het aantal inwoners vastgesteld op 232. In 2006 is het aantal inwoners door het United States Census Bureau geschat op 205, een daling van 27 (-11,6%).

## Geografie
Volgens het United States Census Bureau beslaat de plaats een oppervlakte van 0,8 km², geheel bestaande uit land. Moorhead ligt op ongeveer 355 m boven zeeniveau.

## Plaatsen in de nabije omgeving
De onderstaande figuur toont nabijgelegen plaatsen in een straal van 20 km rond Moorhead.